# Jovan Kirovski
Jovan Kirovski (ur. 18 marca 1976 w Escondido) – amerykański piłkarz pochodzenia macedońskiego, który występował na pozycji napastnika.

## Kariera klubowa
Kirovski urodził się w Stanach Zjednoczonych jako syn macedońskich imigrantów. Mając 16 lat przeszedł do angielskiego Manchesteru United. Spędził tam cztery lata, ale nie zadebiutował w jego barwach. W 1996 roku odszedł do niemieckiej Borussii Dortmund. W Bundeslidze zadebiutował 4 października 1996 w przegranym 0:1 pojedynku z VfL Bochum. Osiem dni później, 12 października w wygranym 2:0 meczu z MSV Duisburg strzelił swojego pierwszego gola w Bundeslidze. W sezonie 1996/1997 w lidze zagrał siedem razy i zdobył jedną bramkę. Dwukrotnie wystąpił także w Lidze Mistrzów, która została wygrana przez jego zespół. Ponadto zdobył z Borussią Puchar Interkontynentalny, a także zajął 3. miejsce w Bundeslidze. Sezon 1998/1999 spędził na wypożyczeniu w drugoligowej Fortunie Köln, po czym wrócił do Borussii, jednak już tylko w jej rezerwach.
W 2000 roku przeszedł do portugalskiego Sportingu. Swój pierwszy mecz w Primeira Liga rozegrał 3 listopada 2000 przeciwko União Leiria (4:0). W Sportingu spędził sezon 2000/2001, w trakcie którego rozegrał pięć spotkań w lidze. W 2001 roku został zawodnikiem angielskiego Crystal Palace, grającego na Division One. W jego barwach zadebiutował 11 sierpnia 2001 w wygranym 3:2 ligowym spotkaniu z Rotherham United. W Crystal Palace grał do końca sezonu 2001/2002.
W 2002 roku przeszedł do beniaminka Premier League – Birmingham City. W tym klubie spędził dwa lata. W jego barwach rozegrał 23 mecze i strzelił dwa gole. W 2004 roku wrócił do Stanów Zjednoczonych, gdzie w zespołach MLS – Los Angeles Galaxy, Colorado Rapids oraz San Jose Earthquakes. Karierę zakończył w 2011 roku jako gracz Los Angeles Galaxy.

## Kariera reprezentacyjna
Kirovski jest byłym reprezentantem Stanów Zjednoczonych. W drużynie narodowej zadebiutował 19 października 1994 w spotkaniu z Arabią Saudyjską. Był uczestnikiem Letnich Igrzyskach Olimpijskich w 1996 roku, a także Pucharu Konfederacji w 1999 roku i Pucharu Konfederacji w 2003 roku. W kadrze seniorskiej zagrał łącznie 62 razy i zdobył 9 bramek.